# Jean-Charles Le Vacher de Charnois
Pour les articles homonymes, voir Levacher et Charnois.
Jean-Charles Le Vacher de Charnois, né à Paris le 14 mars 1749, où il est mort le 2 septembre 1792 à la prison de l'Abbaye, lors des massacres de Septembre,  est un écrivain, journaliste, dramaturge et critique théâtral français.

## Biographie
Après un passage dans l'administration royale, il se lança dans la carrière littéraire en reprenant la rédaction du Journal des théâtres, que le Fuel de Méricourt avait fondé l'année précédente, en 1776. Il était familier du monde des théâtres, auquel il était attaché par son mariage avec Angélique-Marie Dubus, fille de l'acteur Préville, à Paris le 29 novembre 1777. En 1777, il était l'ami d'une comédienne, Madame Bellecour, et en 1780, il devint l'amant d'une actrice de la Comédie-Française puis de l'Opéra, Mlle Durancy. Mais s'étant réconcilié avec sa femme, il dut rompre avec l'actrice qui, de désespoir, se donna la mort.
En 1791, il fut chargé de la rédaction du Modérateur, journal lancé par Delandine et Fontanes. Son attachement à la cause royale et l’indignation qu’il manifesta lors des premiers excès révolutionnaires le perdirent : sa maison fut pillée et, arrêté après le 10 août 1792, on le jeta à la prison de l’Abbaye, où il fut massacré avec ses co-détenus le 2 septembre.

## Œuvres
- Journal des théâtres, ou le Nouveau Spectateur, Paris, 1777 (il reprend la rédaction du journal des mains de Le Fuel de Méricourt).
- Costumes et Annales des grands théâtres, en figures au lavis et coloriées, Paris, 1786-1789, 7 vol. (vol. I, vol. II, vol. III et vol. IV, lire en ligne sur Gallica).
- Conseils à une jeune actrice, avec des notes nécessaires pour l'intelligence du texte, par un coopérateur du Journal des théâtres, 1788.
- Histoire de Sophie et d'Ursule, lettres extraites d'un portefeuille, Paris, 1788.
- Discours sur le patriotisme, prononcé le mardi premier septembre 1789, à la suite d'une messe célébrée pour les enfants-aveugles, à l'occasion de l'octave de Saint-Louis, Paris, 1789.
- Le Spectateur national, ouvrage moral, critique, politique et littéraire, Paris, 1790-1792, 3 vol.
- Recherches sur les costumes et sur les théatres de toutes les nations, tant anciennes que modernes, Paris, 1790, 2 vol.

Pièces de théâtre
(représentées au Théâtre des Variétés-Amusantes)
- Ésope à la foire, comédie épisodique en un acte et en vers, Amsterdam, 1782.
- Ésope à la kermesse, Amsterdam, 1783 (même pièce que Ésope à la foire).
- Le Maître de déclamation, comédie en un acte, Paris et Amsterdam, 1783.
- Qui ne le voit l'entend, proverbe en un acte, 1783.